# CeNSE
O CeNSE ou Sistema Nervoso Central da Terra (em inglês: Central Nervous System of the Earth) é um projeto da Hewlett-Packard e de outras empresas de colocar sensores em todos os lugares.
A ideia é que os sensores transmitam dados na velocidade da luz (tendo em conta o atraso em redes). Se o epicentro de um terremoto for à 20 milhas de distância, você pode saber sobre ele 10 segundos antes de sentir o chão tremer. Essa é a promessa atrás de um dos mais novos produtos que saem dos laboratórios da HP. Com a instalação de um trilhão de pequenos sensores  para coletar dados sobre o mundo ao nosso redor, a HP está a tentar construir um sistema nervoso central para a Terra. A HP vai primeiramente implantar o CeNSE para ajudar a Shell na perfuração de petróleo. 